# Ellen DeGeneres
Ellen Lee DeGeneres [dəˈdʒɛnərəs], född 26 januari 1958 i Metairie i Louisiana, är en amerikansk komiker, skådespelare och programledare. Mellan 2003 och 2022 ledde hon talkshowen Ellen DeGeneres Show.

## Biografi
Ellen DeGeneres blev allmänt känd på 1990-talet efter att hennes ståuppkomediskämt omvandlades till en situationskomedi, Ellen. Serien blev populär delvis på grund av DeGeneres udda observationshumor, men nådde sin topp när både DeGeneres och hennes rollfigur ”kom ut ur garderoben” – det avsnittet var ett av de mest sedda avsnitten i serien. Som den första öppet homosexuella rollfiguren på amerikansk TV tvingades hon mer eller mindre in i rollen som en förkämpe för homosexuellas rättigheter och serien förvandlades nästan till att handla om homosexualitet.[källa behövs] Efter sjunkande tittarsiffror lades TV-serien ner och DeGeneres återvände till att uppträda som ståuppkomiker. Hennes kritikerrosade Ellen DeGeneres: The Beginning (2000) filmades live i New York och fick mycket uppmärksamhet.

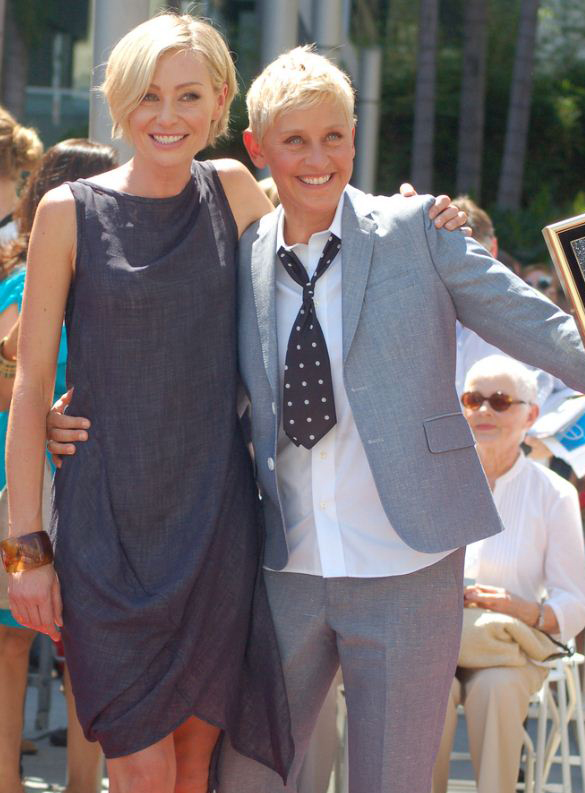
Ellen DeGeneres (till höger) tillsammans med hustrun Portia de Rossi 2012.

Under tiden fick hennes förhållande med skådespelerskan Anne Heche mycket uppmärksamhet. Efter flera år i rampljuset tog förhållandet slut. DeGeneres är sedan 2008 gift med skådespelerskan Portia de Rossi.
2001 gick DeGeneres tillbaka till TV igen med en ny situationskomedi, The Ellen Show. Här var inte längre homosexuella läggningen huvudtemat. Serien fick bra kritik men låga tittarsiffror och lades ner efter bara en säsong.  2002 var hon värd för Emmygalan, efter att tre andra tackat nej i kölvattnet efter terroristhot efter 11 september-attackerna, och fick stående ovationer för sitt framträdande den kvällen.
Sedan dess har DeGeneres varvat ståupp-föreställningar (till exempel Ellen DeGeneres: Here and now (2003)) med skådespelarjobb. Hon gjorde bland annat rösten som den glömska fisken Doris i Hitta Nemo (2003).
År 2003 fick Ellen DeGeneres en talkshow, Ellen DeGeneres Show, på dagtid, och trots att konkurrensen med andra kändisar (som Sharon Osbourne och andra) var hård, gick hennes tittarsiffror stadigt uppåt och hon nominerades under första säsongen till elva Emmy-statyetter, och vann fyra, inklusive för bästa talkshow. 
Den 25 februari 2007 var hon programledare för Oscarsgalan och återigen 2 mars 2014. Den 9 september 2009 stod det klart att DeGeneres fick ta över efter Paula Abdul som permanent jurymedlem i tv-programmet American Idol, en plats som hon lämnade efter en säsong.
Hon är vegan.
Hon gör rösten till fisken Doris i Hitta Doris som hade premiär 2016.
Den 22 november 2016 tilldelades hon den amerikanska presidentens frihetsmedalj av Barack Obama.
Under sommaren 2020 mötte DeGeneres betydande kritik efter att det visade sig att hon och hennes show utreddes för att vara en fientlig arbetsplats och anklagelser gjordes om att det förekom övergrepp, rasism och sexuella trakasserier på arbetsplatsen.[källa behövs]

## Diskografi
- Ellen Degeneres: Taste This

## Filmografi i urval
- 1993 – Coneheads
- 1996 – Mr. Wrong
- 1999 – EDtv
- 1999 – The Love Letter
- 2000 – Mitt liv, mitt val 2 (TV-film)
- 2001 - Will & Grace, avsnitt My Uncle the Car (gästroll i TV-serie)
- 2003 – Hitta Nemo (röst)
- 2006 – Oh God!
- 2010 - Simpsons, avsnitt Judge Me Tender (gäströst i TV-serie)
- 2016 – Hitta Doris (röst till huvudrollen Doris)